# Hindski jezik
Hindi (हिन्दी; khadi boli, khari boli) indoarijski je jezik koji se uglavnom govori u sjevernoj i središnjoj Indiji. Njemu je srodan cijeli niz indoarijskih dijalekata: pandžabski, sindski i gudžaratski na sjeverozapadu; maratski na jugu; orīya na jugoistoku, bengalski na istoku i nepalski na sjeveru. 
Pod pojmom hindi podrazumijeva se i standardizirana verzija hindustanskog jezika koja je 26. siječnja 1965. godine postala službeni jezik Indije, uz dotadašnji engleski i još 21 jezik naveden u indijskom ustavu. 
Hindi se često navodi kao suprotnost urduu, još jednoj standardiziranoj verziji hindustanskog jezika koji predstavlja službeni jezik Pakistana i nekoliko indijskih saveznih država. Osnovna razlika između dva jezika je u tome da je standardno pismo hindija devanāgarī te da mu je rječnik očišćen od perzijskih i arapskih riječi, dok se urdu piše na perzijskom pismu i sadržava veliki broj perzijskih i arapskih riječi. Urdu je ponekad naziv za sve hindustanske dijalekte osim standardnog jezika.
Govori ga 180 000 000 ljudi u Indiji (1991 UBS); 106 000 u Nepalu (2001 popis); 361 000 u Južnoafričkoj Republici (2003); 2200 u Ugandi (1994) gdje su migrirali u ranom 20. stoljeću.

## Vanjske poveznice
- Hindi (14th)
- Hindi (15th)
- Central Hindi Directorate (hin.)